# Hypochaeris glabra
Porcelle glabre, Porcelle des sables
Espèce
La Porcelle glabre ou Porcelle des sables (Hypochaeris glabra) est une espèce de plantes à fleurs de la famille des Astéracées.

## Description
Ce sont des annuelles.

## Statut de protection
En France, l'espèce est protégée dans le Nord-Pas-de-Calais.
En Suisse, l'espèce est sur la liste rouge des plantes.

## Utilisation
C'est l'une des espèces utilisées dans l'Horloge florale de Linné (ouverture des fleurs à 9h, fermeture à 13h).